# Cathédrale de Ripatransone
La cathédrale de Ripatransone est une église catholique romaine de Ripatransone, en Italie. Il s'agit d'une cocathédrale du diocèse de San Benedetto del Tronto-Ripatransone-Montalto.